# Joanna Kordjak
Joanna Kordjak-Piotrowska – polska historyczka sztuki i kuratorka wystaw. Jest autorką publikacji, w tym tekstów o charakterze naukowym, towarzyszących wystawom. Specjalizuje się w sztuce polskiej XX wieku, ze szczególnym uwzględnieniem twórczości Andrzeja Wróblewskiego.
W 2003 roku ukończyła historię sztuki na Uniwersytecie Warszawskim. Następnie rozpoczęła badania do pracy doktorskiej na temat twórczości Andrzeja Wróblewskiego. Praca przygotowywana jest pod kierunkiem dr hab. Joanny Sosnowskiej.
W latach 2002–2006 pracowała w Gabinecie Rycin i Rysunków Muzeum Narodowego w Warszawie, od 2006 roku jako starszy asystent. Od roku 2007 pracuje na stanowisku kuratora w Zachęcie Narodowej Galeria Sztuki w Warszawie.

## Wybrane wystawy
- 2003: Pan Picasso i ja;
- 2004: Przekształcenia. Andrzej Wróblewski 1956-1957;
- 2005: Egzystencje. Polska fotografia awangardowa 2. poł. lat 50.;
- 2007: Andrzej Wróblewski 1927–57;
- 2008: Marek Piasecki. Fragile[3][4];
- 2013: Antonisz: Technika jest dla mnie rodzajem sztuki;
- 2014: Kosmos wzywa! Sztuka i nauka w długich latach 60.[5];
- 2015: Zaraz po wojnie;
- 2016: Polska – kraj folkloru?;
- 2018: Przyszłość będzie inna. Wizje i praktyki modernizacji społecznych po roku 1918[6];
- 2021: Zimna rewolucja. Społeczeństwa Europy Środkowo-Wschodniej wobec socrealizmu, 1948–1959[7]

## Nagrody
W 2016 roku, wraz z Agnieszką Szewczyk – współkuratorką wystawy „Zaraz po wojnie” i współautorką publikacji towarzyszącej wystawie, otrzymała Nagrodę Krytyki Artystycznej im. Jerzego Stajudy za rok 2015. W uzasadnieniu podkreślono „naukowy charakter przedsięwzięcia po raz pierwszy sięgającego do problematyki lat 1944–1948 w sztuce polskiej”.